# Institut universitaire de technologie de Saint-Denis
L'Institut universitaire de technologie de Saint-Denis fait partie de l'université Sorbonne-Paris-Nord, qui regroupe trois Instituts universitaires de technologie (l'IUT de Saint-Denis, l'IUT de Villetaneuse et l'IUT de Bobigny). Les locaux de l'IUT de Saint-Denis sont répartis sur deux sites, Saint-Denis (site historique) et La Plaine Saint-Denis (nouveau site). Il ne faut pas confondre l'IUT de Saint-Denis qui dépend de l'université Sorbonne-Paris-Nord avec l'un des IUT de l'Université de Saint-Denis, autre nom de l'université de Paris VIII (qui possède également deux IUT).
Les locaux comprennent une bibliothèque de 100 places, un restaurant universitaire, des laboratoires de langues, des salles de diffusion vidéo et de montage vidéo, une salle de prise de son, de montage et de mixage sonore, un plateau de tournage et une salle de copie vidéo. Des salles informatiques complètent l'offre technico-pédagogique (près de 400 unités centrales sur le site).
Depuis juillet 2023, l'IUT est dirigé par Marie-Hélène Vigliano, maître de conférences.

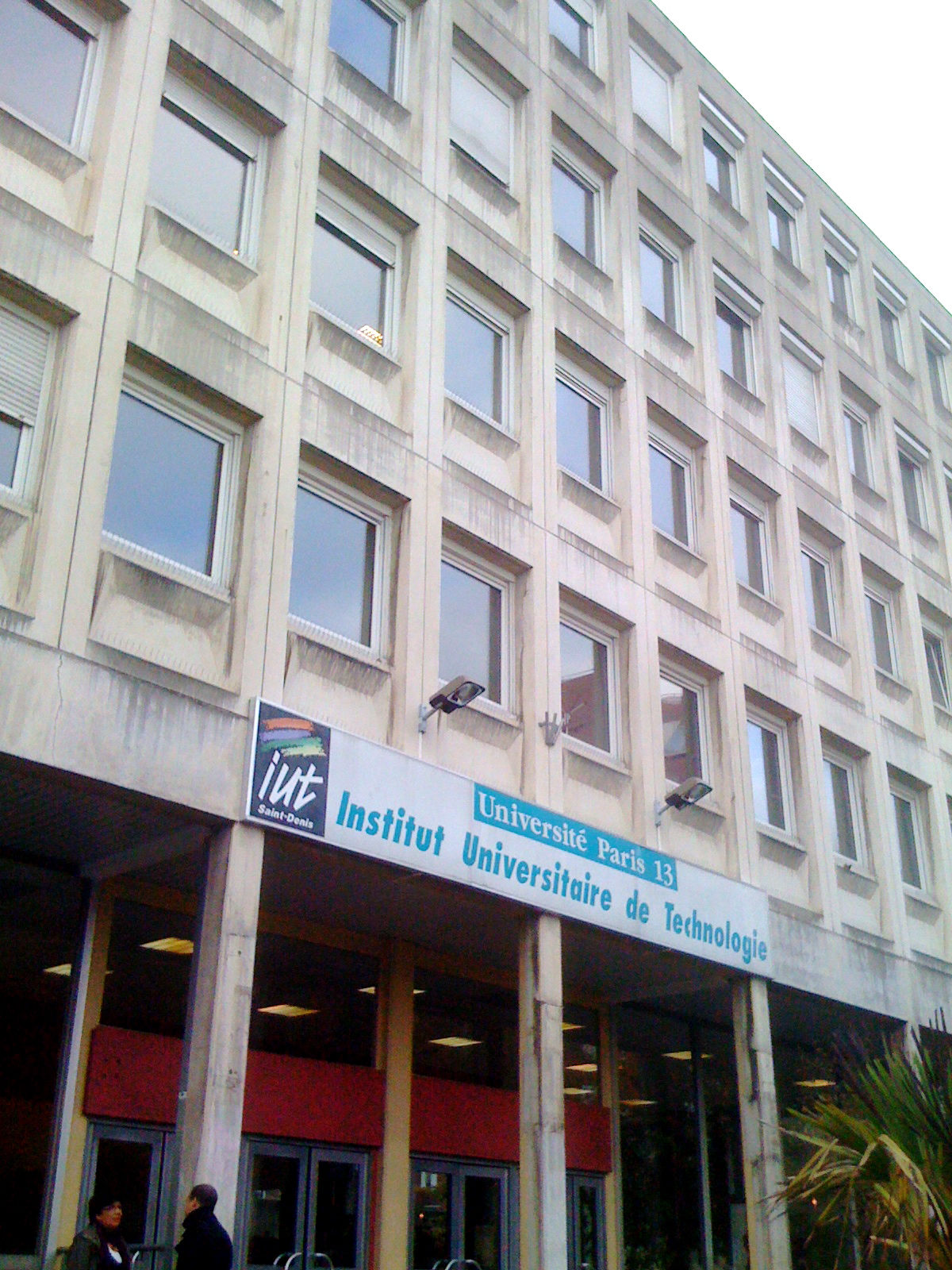
Bâtiment dit du « 8-mai-45 » où se trouve l'IUT.

## Histoire
L'IUT de Saint-Denis est l'un des premiers IUT de France, créé par décret le 9 juillet 1968. À partir d'une offre de formation initiale liée à la « Gestion des entreprises et des administrations » (département GEA créé en 1969) et aux « Techniques de commercialisation » (TC, 1969), l'IUT a étoffé son offre en créant des départements « Mesures physiques » (MP, 1970), « Génie mécanique et productique » (GMP, 1973), « Hygiène, sécurité, environnement » (HSE, 1974), « Génie industriel et maintenance » (GIM, 1981), « Science et génie des matériaux » (SGM, 1998) ainsi qu'un deuxième département « Techniques de commercialisation » (TC, 2004) (les deux derniers départements sont « délocalisés » sur un site de La Plaine Saint-Denis).
L'IUT accueille pendant deux ans, de 1969 à 1971, les étudiants du futur IUT de Villetaneuse.
En 2008, le département « Science et génie des matériaux » (SGM) a fêté ses dix ans en organisant plusieurs « défis » : défi péniche, défi voile ou encore défi boule.

## Offre de formation
L'IUT de Saint-Denis réunit 2 000 étudiants, 400 apprentis, 170 adultes en formation continue. Près de 200 personnels permanents et 400 vacataires participent à l'encadrement professoral. Les diplômes proposés sont 7 BUT, 7 licences professionnelles (LP) et 2 diplômes d'université (DU) :
| Type | Nom                                            |
| ---- | ---------------------------------------------- |
| BUT  | Génie industriel et maintenance                |
| BUT  | Génie mécanique et productique                 |
| BUT  | Hygiène, sécurité, environnement               |
| BUT  | Mesures physiques                              |
| BUT  | Science et génie des matériaux                 |
| BUT  | Gestion des entreprises et des administrations |
| BUT  | Techniques de commercialisation                |
| LP   | Étude signalétique ferroviaire                 |
| LP   | Métrologie dimensionnelle qualité              |
| LP   | Gestion de crise et continuité d'activité      |
| LP   | Management de la santé & sécurité au travail   |
| LP   | Management des systèmes de sécurité incendie   |
| LP   | Chargé de clientèle Assurance Banque Finance   |
| LP   | Management des unités de restauration          |
| DU   | Études technologiques internationales (DUÉTI)  |
| DU   | Très petites entreprises (DUCA)                |

L'alternance est proposée pour toutes les licences professionnelles, ainsi que pour les BUT GEA, TC, GIM, GMP, SGM et HSE.

## Sites
Ce site est desservi par la station de métro Basilique de Saint-Denis.
Installé à l'origine rue de la Liberté à Saint-Denis (sur les lieux de l'actuelle université de Paris VIII), l'IUT a déménagé en 1978 et s'est installé place du 8-Mai-1945 à Saint-Denis, dans un bâtiment moderne regroupant tous les départements (cf. photo supra), après de vives oppositions de la part de la municipalité, des syndicats de personnel, et des étudiants, et provoquant un report de la rentrée universitaire.

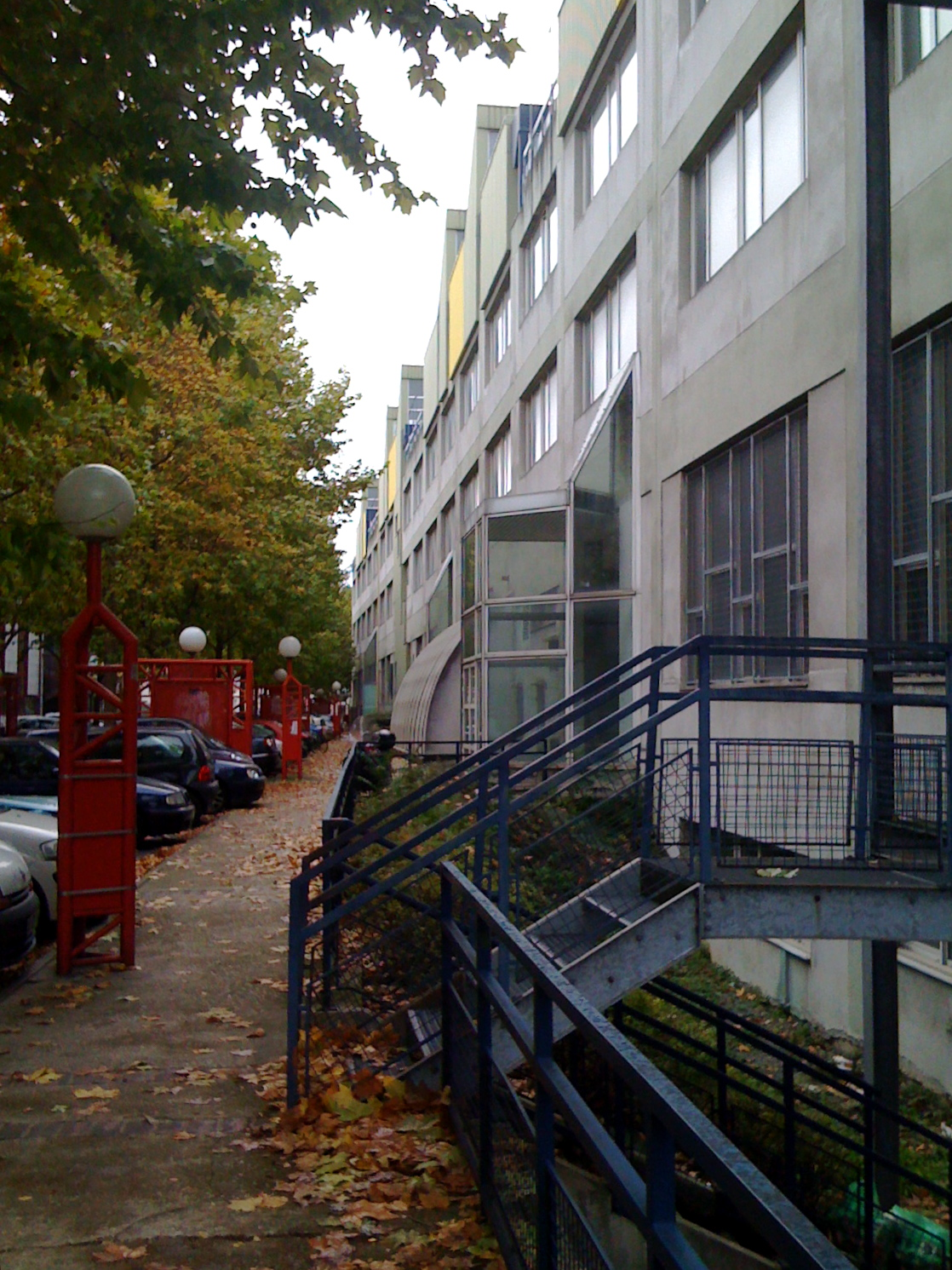
Bâtiment dit de « La Halle Montjoie », rue de la Croix-Faron, où se trouve le nouvel IUT de La Plaine.

En 2004, l'université Sorbonne Paris-Nord acquiert près de 4 600 m2 à La Plaine-Saint-Denis dans un bâtiment appelé « La Halle Montjoie », qu'il partage avec le Conservatoire national des arts et métiers (CNAM).
L'IUT y délocalise le département « Sciences et génie des matériaux » (SGM) puis, en 2007, acquiert près de 2 000 m2 supplémentaires pour l'ouverture d'un second département « Techniques de commercialisation » (308 étudiants, 14 enseignants et 7 agents techniques et administratifs).

## Affaire de l'IUT de Saint Denis
En mai 2014, plusieurs plaintes font état d'une situation scolaire dégradée au sein de l'IUT : menaces de mort à caractère islamistes contre le directeur, présence d'une salle de prière clandestine, vente de nourriture halal à l'intérieur de l'établissement ou encore soupçons d'emplois fictifs. Par ailleurs, les conditions d'études se révèlent difficiles, du fait d'absences à répétition de professeurs et d'improvisations du calendrier. Le président de SupAntonome, fédération de syndicats, dénonce « un climat détestable » ; la négligence du président de l'université, Jean-Loup Salzmann, est pointée du doigt.
De nombreux articles de la presse nationale ont fait état d'événements qui se sont déroulés au département techniques de commercialisation de l'IUT de Saint-Denis depuis 2012 (clanisme, dysfonctionnements dans la gestion pédagogique, dysfonctionnements dans la gestion des enseignants sur fond de  communautarisme et d'antisémitisme) dénoncés dans une enquête diligentée par l’Inspection générale de l’administration de l’éducation nationale et de la recherche (IGAENR), demandée par le président de l'université Jean-Loup Salzmann. En mai 2015, la presse continue à faire écho à cette ambiance délétère, visant particulièrement Rachid Zouhhad, chef du département Techniques de commercialisation, mais celui-ci répond à ces accusations.
Une nouvelle enquête de l’IGAENR a depuis été réalisée et est accablante pour la gestion du directeur de l'IUT, Samuel Mayol . En octobre 2015, la direction de l'université Paris XIII dépose une main courante car elle soupçonne Samuel Mayol d’avoir introduit des tapis de prière dans le local d’une association étudiante musulmane pour accréditer la thèse de l’emprise islamiste sur son établissement. L'attitude et la gestion de cette affaire par Jean-Loup Salzmann fait l'objet d'enquêtes et de critiques de la part de plusieurs médias,,. Samuel Mayol est injustement suspendu de ses fonctions et interdit d'accès à l'IUT par Jean-Loup Salzmann. 
Depuis, le climat à l'IUT s'est apaisé. Après 28 mois de conflit, Samuel Mayol est blanchi des accusations qui pesaient sur lui. « Cette décision constitue un camouflet pour l’ancien président de Paris 13 Jean-Loup Salzmann, qui avait frontalement attaqué le directeur de l’IUT. Le 10 mars, juste avant de céder son fauteuil de président à Jean-Pierre Astruc, M. Salzmann avait pourtant reconduit la suspension de M. Mayol, assortie d’une interdiction d’accès au campus, jusqu’à la fin des poursuites disciplinaires engagées contre lui ».

## Classement
En 2022, l'établissement est placé 30e dans le classement complet réalisé par Thotis.